# Isernia (tỉnh)
Tỉnh Isernia (tiếng Ý:Provincia di Isernia) là một tỉnh ở vùng Molise của Ý. Tỉnh lỵ là thành phố Isernia.
Tỉnh này có diện tích 1.529 km², and và tổng dân số là 89.775 người (năm 2001). Có 52 đô thị (Tiếng Ý: comuni) ở trong tỉnh này ( Lưu trữ ngày 7 tháng 8 năm 2007 tại Wayback Machine), xem Các đô thị của tỉnh Isernia.